# Corrinea lecta
Corrinea lecta är en skalbaggsart som beskrevs av Wooldridge 1980. Corrinea lecta ingår i släktet Corrinea och familjen lerstrandbaggar. Inga underarter finns listade i Catalogue of Life.